# Keith Arkell
Keith Charles Arkell (* 8. Januar 1961 in Birmingham) ist ein englischer Schachspieler. 

## Leben
1985 erhielt er den Titel Internationaler Meister (IM), 1995 den Großmeister-Titel (GM).
1998 wurde er britischer Meister im Schnellschach, bei der britischen Einzelmeisterschaft 2008 wurde er Zweiter hinter Stuart Conquest. 
Seine höchste Elo-Zahl erreichte er im Juli 1996 mit 2545. Arkell wurde 2014 in Porto Senioreneuropameister in der Altersklasse 50+.
Von 1986 bis 1993 war er mit der Schachspielerin Susan Lalić verheiratet. 2012 veröffentlichte er eine Autobiographie unter dem Titel Arkell's Odyssey (ISBN 9780953132164).

## Vereine
Arkell spielte in der britischen Four Nations Chess League in der Saison 1993/94 bei den North West Eagles, in der Saison 1994/95 bei Slough, von 1995 bis 2000 bei den Midland Monarchs (1998 umbenannt in Bigwood), mit denen er 1997 und 1998 den Wettbewerb gewann, von 2000 bis 2002 bei White Rose, in der Saison 2003/04 bei 3Cs, von 2005 bis 2007 bei Hilsmark Kingfisher und spielt seit 2010 bei Cheddleton. In Frankreich spielte er bis 2002 bei Nancy Échecs.
Keith Arkell nahm an sieben European Club Cups teil: 1984 mit dem Rugby Chess Club, 1995 und 1996 mit dem Slough Chess Club, 2000 mit Nancy Échecs, 2006 und 2007 mit Hilsmark Kingfisher sowie 2015 mit Cheddleton.